# Pennantnummer

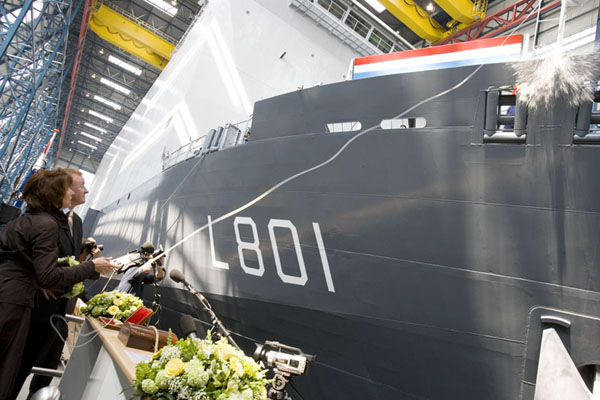
Het pennantnummer van de Johan de Witt

Een pennantnummer, in het Engels pennant number, is het nummer dat op oorlogsschepen wordt geschilderd ter snelle identificatie. Amerikaanse oorlogsschepen gebruiken geen pennantnummers maar hull classification symbols; vaak staat alleen het nummer op het schip. Dat betekent dat de naam van het schip, zoals ingehakt in het naambord, veel kleiner op het schip wordt vermeld. Het nummer geeft ook de functie van het schip aan.

## Nederlandse nummers
Na de oorlog tot en met 1950 kenden de Nederlandse oorlogsschepen de volgende indeling:
- 15-06-1946: MV (mijnenveger)
- 15-09-1946: PK (korvet)
- 15-01-1947: P (patrouilleschip)
- 15-10-1950: M (mijnenveger)
- 15-07-1952: F (fregat)
- 15-07-1957: A (hulpschip, zoals logementschip, van auxiliary)

## Internationale pennantnummers
Een aantal Europese NAVO-landen en landen van het gemenebest kwamen in oktober 1950 overeen om een systeem te gaan gebruiken op basis van het systeem van de Britse Royal Navy. Net zoals de civiele IMO-nummers kregen de schepen daarmee unieke nummers, zelfs toen later nog andere landen zich bij dit systeem aansloten. De Verenigde Staten doen niet mee aan het NAVO-systeem: hun schepen behielden hun eigen unieke hull classification symbol.
- A — hulpschepen (auxiliary)
- C — kruisers
- D — destroyers/torpedobootjagers
- F — fregatten (vroeger ook korvetten)
- H — hydrografische vaartuigen
- K — korvetten / diverse vaartuigen
- L — amfibische transportschepen
- M — mijnenvegers
- N — mijnenleggers (op dit moment geen enkele, dus ongebruikt)
- P — patrouilleboten
- R — vliegdekschepen
- S — onderzeeboten (Submarine)
- Y — sleepboten en andere schepen rond scheepswerven

## Deelnemende landen
Deelnemende landen, met de toegewezen nummerseries, zijn:
- Argentinië — (D: 1x, 2x; P: 3x, 4x; S: 2x, 3x; C: x; V: x)
- Australië (gebruikte tot 1969 het Royal Navy system; tegenwoordig weer een systeem gebaseerd op de U.S. hull classification symbols)[3]
- België — (9xx; M: 4xx)
- Denemarken — (N: 0xx; A/M/P: 5xx; F/S/Y: 3xx; L: 0xx)
- Duitsland — (D: 1xx; F: 2xx; M: 10xx, 26xx; P: 61xx; A: 5x, 51x, 14xx; L: 76x)
- Frankrijk — (R: 9x; C/D/S: 6xx; M/P/A: 6xx, 7xx; L: 9xxx)
- Griekenland — (D/P: 0x, 2xx; A/F: 4xx; L/S/M: 1xx)
- Italië — (5xx; M/A: 5xxx; P: 4xx; L: 9xxx)
- Kenia
- Maleisië
- Nieuw-Zeeland
- Nederland (F/P/M/S/L/A: 8xx; A: 9xx; Y: 8xxx)
- Noorwegen (F/S/M: 3xx; P: 9xx; L: 45xx)
- Polen
- Portugal (F/M: 4xx; S: 1xx; P: 11xx0)
- Spanje (0x)
- Sri Lanka
- Zuid-Afrika
- Turkije (D/S: 3xx; F: 2xx; N: 1xx; A/M: 5xx; P: 1xx, 3xx, L: 4xx; Y: 1xxx)
- Verenigd Koninkrijk (R: 0x; D: 0x & 1xx; F: 0x, 1xx, 2xx; S: 0x, 1xx; M: 0x, 1xx, 1xxx, 2xxx; P: 1xx, 2xx, 3xx; L: 0x, 1xx, 3xxx, 4xxx; A: any)

In het NAVO-pennantnummersysteem werd het Y (van yard) symbool toegevoegd voor sleepboten, drijvende kranen, dokken en dergelijke.

## Identificatie achteraf
Achteraf blijkt het lastig de schepen te herkennen op foto's gemaakt ten tijde van internationale conflicten. Tijdens de oorlog kwam dit op foto’s vaker voor, maar dan was de hand van de censor vaak duidelijk zichtbaar. Op veel foto’s uit de naoorlogse periode in Indië komen op de Nederlandse schepen geen naamseinen voor. Die waren in opdracht overschilderd "in verband met gebleken verkenningen van de wal". Vanaf eind januari 1948 waren die schepen niet meer individueel herkenbaar op foto’s. Tot wanneer de richtlijn heeft gegolden, is niet bekend. Waarschijnlijk tot de invoering van de NAVO naamseinen.